# 埼玉県立羽生第一高等学校
埼玉県立羽生第一高等学校（さいたまけんりつ はにゅうだいいちこうとうがっこう）は、埼玉県羽生市に所在する公立高等学校。

## 沿革
- 1976年4月1日 - 開設
- 1976年4月10日 - 開校
- 1976年5月29日 - 羽生市立北小学校にて開校記念式挙行、この日を開校記念日と定める。校旗制定。
- 1977年5月29日 - 校歌制定、羽生市立北小学校にて発表会挙行
- 1985年10月25日 - 創立10周年記念式典挙行
- 1990年 - 理数コース新設
- 1995年10月21日 - 創立20周年記念式典挙行、校訓制定
- 2003年 - 7時限制導入
- 2004年 - 朝読書開始、理数コース募集停止
- 2005年12月17日 - 羽生市産業文化ホールにて創立30周年記念式典挙行

## 歴代校長
- 小野田義雄（1976年4月1日 - 1981年3月31日）
- 新井賢一（1981年4月1日 - 1984年3月31日）
- 矢島敏雄（1984年4月1日 - 1988年3月31日）
- 出井栄次（1988年4月1日 - 1991年3月31日）
- 新井森久（1991年4月1日 - 1994年3月31日）
- 加藤健（1994年4月1日 - 1996年3月31日）
- 大谷幸男（1996年4月1日 - 1998年3月31日）
- 井上輝之（1998年4月1日 - 2001年3月31日）
- 大島英昭（2001年4月1日 - 2003年3月31日）
- 小嶋延吉（2003年4月1日 - 2006年3月31日）
- 長谷川清司（2006年4月1日 - 2009年3月31日）
- 杉山崇（2009年4月1日 - ）

## 教育方針

### 教育目標
憲法、教育基本法に基づいて人格の形成を目指し、生徒一人ひとりがその能力、適性を十分に発揮し、平和的な国家、社会の有為な形成者となる資質を養う。

## 施設
- 敷地面積：42218m2
- 校舎床面積：4162.94m2

### 校舎
ホームルーム・管理棟
4階建て。各教室にパソコンを1台ずつ配備。2006年にはエアコンが設置された。
特別教室棟
5階建て。放課後、文化部の活動場所や進学補習の教室として使用されている。
体育館
2階建て。1階にはバスケットボールコート（1～2階吹き抜け）、2階には卓球場がある。
進修館
当校創立10周年記念事業として造成された格技場。2階建て。1階は柔道場、2階は剣道場となっている。なお、単に名称を借用したのみで、忍藩藩校「進修館」、埼玉県立進修館高等学校との学校としての関連は全く無い。
生徒ホール
2階建て。1階は食堂、2階は合宿所となっており、長期休業中は部活動の合宿施設として使用されている。
部室棟
2階建て。主に運動部の部室として使用されている。
弓道場

### 屋外施設
グラウンド
陸上250mトラック、野球場、サッカーコート、ハンドボールコート（2面）がある。
テニスコート
6面。当校創立30周年記念事業により、新たに3面の増設が行われた。
バレーボールコート
3面
一高の森
当校創立10周年記念事業として造成された。四季折々の表情を見せる。

## 行事
遠足
毎年5月中旬に行われる。行先は主に1年次：栃木県日光市方面、2年次：東京都内、3年次：横浜繁華街。
以前は「開校記念ハイキング」と称し、毎年開校記念日（5月29日）に行われていた。 2020年度　新型コロナウィルスにより中止 2021年度　1年秩父方面　2年那須ハイランドパーク　3年富士急ハイランド(修学旅行の代わり) 2022年度　1年秩父方面　2年東京都内　3年お台場・新国立競技場
体育祭
毎年5月下旬に羽生市中央公園陸上競技場で行われる。各学級が独自のクラスTシャツを着用し、全21学級の頂点を目指す。
1996年までは毎年9月中旬に当校校庭で行われ、終盤にはファイヤーストームも焚かれていた。 2020年度　10月実施 2021年度　中止 2022年度　10月実施予定
スポーツ大会
毎年12月中旬～下旬、3月中旬～下旬(以前は毎年7月中旬～下旬、3月中旬～下旬)にそれぞれ2日間の日程で行われる。種目はソフトボール、サッカー、ドッジボール、バレーボール、バスケットボール、卓球等。3月の大会へは1・2年生のみ出場可能。
文化祭
当校では「一高祭」と称し、毎年9月中旬の金曜土曜に1日目：校内公開、2日目：一般公開の2日間の日程で行われる。後夜祭（一般参加不可）終了後には打ち上げ花火が打ち上げられる。打ち上げ花火のある高校は全国的に見て、ものすごく珍しい。
2007年までは土曜日曜に行われ、1日目の午後から一般公開されていた。
修学旅行
2年生を対象に毎年11月上旬に3泊4日の日程で行われる。行先は関西方面だが、2003年までは北海道・沖縄方面への旅行も計画されていた。 2020年度　沖縄予定→中止 2021年度　沖縄　実施 2022年度　沖縄予定 2022/8/20現在
弁論大会
毎年11月下旬に行われる。
ロードレース大会
毎年11月下旬に熊谷市の荒川河川敷で行われる。コースは荒川運動公園―広瀬運動公園間。2000年までは羽生市の大天白公園―利根川河川敷間を走っていた。
手つなぎハイキング
毎年2学期に羽生市の利根川河川敷で行われる羽生市立南小学校との交流行事。
百人一首大会
毎年3月中旬に行われる。対象は1・2年生、会場は合宿所。各学級の代表数名が出場し、全14学級の頂点を目指す。

## 学校生活

### 校歌
- 作詞 - 宮沢章二
- 作曲 - 小山章三

### 制服
- 男子 - 黒色詰襟学生服
- 女子 - 紺ブレザー、紺プリーツスカート

### 通学手段
- 最寄り駅
  - 東武伊勢崎線・秩父鉄道羽生駅 - 西口より徒歩15分
- 最寄りバス停
  - 朝日自動車イオンモール羽生線「栗原眼科病院」停留所下車、徒歩約4分 ※ 正門前に乗り入れていた平成エンタープライズの路線は2023年末で廃止された。

学校近辺に住む生徒は徒歩で、熊谷・行田方面からは秩父鉄道秩父本線、加須・久喜方面からは東武伊勢崎線を利用して通学している。自転車通学者も多い。

### 朝読書
当校では2004年4月より朝読書の時間を10分間設けている。埼玉県立高等学校では6番目の導入。

### 授業
50分授業×6時限（週2日(火曜、水曜)のみ50分授業×7時限）
2021から週2日、それまでは週1日(火曜)

### 部活動
当校には13の運動部、20の文化部、2つの同好会がある。

#### 運動部
陸上競技部は度々全国大会（インターハイ）に出場している。ソフトテニス部も近年、関東大会へ出場したり、県大会でベスト8に入賞する成績を収めている。2012年には、弓道部が紫灘旗全国高等学校弓道遠的大会で、優勝を果たし日本一となった。
- 陸上競技部
- 硬式野球部
- サッカー部
- 硬式テニス部
- ソフトテニス部
- ハンドボール部
- バスケットボール部
- バレーボール部
- バドミントン部
- 卓球部
- 弓道部
- 空手道部
- 剣道部

#### 文化部
囲碁・将棋部の将棋部門は2001年以降3年連続で全国大会に出場した。
囲碁・将棋部は廃部
情報科学部＋化学部＝科学部
華道部＋茶道部＝日本文化部
になった
- 囲碁・将棋部
- コーラス部
- ブラスバンド部
- 放送部
- 写真部
- 文芸部
- 英語部
- 社会部
- 美術工芸部
- 科学部

- 生物部
- 地学部
- 日本文化部
- 書道部
- 演劇部
- 家庭部
- JRC部
- 漫画研究部

## 備考
- 当校正門と県道羽生外野栗橋線を結ぶ市道は「マロニエ通り」と呼ばれ、道路の南側にマロニエの並木と歩道が整備されている。
- 携帯電話の使用を平成27年1月8日から原則として、昼休み、放課後を除き、校内使用禁止となった。